# Џеферсон (Орегон)
Џеферсон (енгл. Jefferson) град је у америчкој савезној држави Орегон.

## Демографија
По попису из 2010. године број становника је 3.098, што је 611 (24,6%) становника више него 2000. године.
| Група             | 2000.         | 2010.         |
| Белци             | 1.858 (74,7%) | 2.365 (76,3%) |
| Афроамериканци    | 9 (0,4%)      | 5 (0,2%)      |
| Азијати           | 19 (0,8%)     | 16 (0,5%)     |
| Хиспаноамериканци | 514 (20,7%)   | 596 (19,2%)   |
| Укупно            | 2.487         | 3.098         |